# Капитанът потъва с кораба
Капитанът потъва с кораба е свързана с мореплаването традиция и идея, изтъкваща отговорността на един капитан както към кораба, така и пътуващите на борда му пасажери, включително и готовността му да загине, опитвайки се да ги спаси. Въпреки че често се свързва с всеизвестното потъване на Титаник от 1912 г. и неговия капитан Едуард Джон Смит, като идея съществува от около десет години преди това.

## История
Идеята е тясно свързана с друг етичен протокол от ХIX век – първо жените и децата. И в двата случая се отразява викторианския идеал за кавалерство, при който от горните класи се очаква да постъпват с уважение към другите. Действията на екипажа при потъването на кораба „Бъркънхед“ през 1852 г. предизвикват похвала от много хора, тъй като преди всичко били спасени жените и децата. Стихотворението на Ръдиард Киплинг „Soldier an' Sailor Too“ (Войник, а също и моряк) и книгата на Самюъл Смайлс „Self-Help“ (Самопомощ) отразяват доблестта на мъже в такива случаи.
Смърт преди безчестие е друг подобен израз, често срещан във военните среди.

## На практика
Идиомът буквално означава, че капитанът е последният човек, който напуска кораба жив поради неговото потъване или унищожение, както и че ако не може да евакуира пасажерите и екипа си, той не трябва да евакуира себе си. При законите за морските пространства, отговорността на капитана за един кораб е от най-голямо значение без оглед на ситуацията, като напускането на кораба има своите законни последствия. Ако капитанът напусне кораба си по време на бедствие, той отново е отговорен за него, дори и в отсъствието си, и е принуден да се върне на плавателния съд. Макар и да няма военно положение, в много страни напускането на кораб се счита за престъпление и може да доведе до лишаване от свобода. Така например Франческо Скетино, напуснал кораба Коста Конкордия по време на бедствие, не само е поруган за постъпката си, но и арестуван от италианските власти.

## Примери
- 12 септември 1857 година: Уилям Херндън управлява комерсиалния пощенски параход Сентръл Америка, когато попада на ураган. Два кораба се притичват на помощ, но можело да бъде спасена част от пасажерите. Капитан Херндън избира да остане с останалите.
- 5 юни 1942 година: Контраадмирал Тамон Ямагучи, на борда на самолетоносача Хирю, настоява да остане на кораба при сигурно потъване. Примера му последва капитан Каку.
- 9 декември 1971 година: Махендра Мула, капитан на фрегата Кукри, потънал заедно с нея в резултат на нейното потопяване от подводница в Индо-пакистанската война. Загиват най-малко 194 души.
- 29 октомври 2012 година: Робин Уолбридж управлява кораба Баунти, когато го застига ураганът Санди. Четиринадесет души от екипажа успяват да се качат на спасителни лодки и да оцелеят, спасени от хеликоптери на бреговата охрана. Последните думи на Уолбридж били: abandon ship (напуснете кораба).[3]

## Контрапримери
- 3 или 4 август 1991 година: Капитан Янис Авранас и круизният кораб Океанос
- 13 януари 2012 година: Капитан Франческо Скетино и корабът Коста Конкордия

## Метафорична употреба
При употреба с метафорична цел, „капитан“ може да бъде просто лидерът на група от хора, „кораб“ може да се отнася за място, заплашено от бедствие, а потъването да представлява ситуация, която предполага тежко наказание или смърт. Използва се в контекста на водачеството или управлението: например, когато огън заплашва да унищожи минен рудник („кораб“), ръководителят („капитан“) може да загине в огъня, опитвайки се да спаси поставените в капан работници. За такъв човек се казва, че е „потънал с кораба си“.